# Dargasirur, Aland
Dargasirur là một làng thuộc tehsil Aland, huyện Gulbarga, bang Karnataka, Ấn Độ.